# Czajewo
Czajewo (ros. Чаево) – wieś w Rosji, w rejonie czerepowieckim obwodu wołogodzkiego. W 2010 liczyła 113 mieszkańców.